# Shen Fu
Shen Fu (chiń. upr. 沈复; chiń. trad. 沈復; pinyin Shěn Fù; ur. 28 grudnia 1763 – zm. ?) – chiński pisarz, poeta i malarz z okresu dynastii Qing, którego najbardziej znanym dziełem jest autobiografia O upływającym życiu.
Jego ojciec był sekretarzem w urzędach finansowych i prawnych, i Shen Fu w 1781 rozpoczął praktykę w tym samym zawodzie. W 1787 został sekretarzem w prowincji Anhui; na skutek nieporozumień ze współpracownikami opuścił stanowisko i rozpoczął pracę u krewnego w browarze. Niestety, browar splajtował, gdy sprzedaż się załamała w czasie powstania Lin Shuangwena (1788-89) na Tajwanie. Przez następne lata Shen imał się różnych zajęć, m.in. kupiectwa i nauczania. W latach 1792–1793 był w Kantonie, ale i tam mu się nie wiodło; jego rodzice byli mu i jego żonie coraz bardziej niechętni i Shen musiał w 1801 roku wyprowadzić się z domu; jego ukochana żona Chen Yun zmarła w 1803 roku, po 23 latach małżeństwa. Rok później zmarł ojciec Shena, ale to nie poprawiło jego sytuacji, bo został wydziedziczony dzięki intrygom młodszego brata.
W 1805 jego przyjaciel, Shi Yunyu, prefekt Chongqingu, zaoferował mu posadę sekretarza i wraz z nim Shen podróżował m.in. do Shanxi i Jinanu. W 1806 otrzymał stanowisko w Laiyangu, ale rok później wyjechał z Shi Yunyu do Pekinu, gdzie dołączył jako sekretarz do ambasady Qi Kuna, która wyruszała do Królestwa Riukiu, by oficjalnie, w imieniu cesarza uznać nowego króla wysp. Podróże takie trwały na ogół dwa lata, więc Shen wrócił do Chin w 1809 roku; potem już nic pewnego o jego życiu nie wiadomo, poza tym, że zyskał uznanie jako malarz (już wcześniej usiłował się z malarstwa utrzymać, ale bez powodzenia).
Shen Fu jest znany ze swojej autobiografii Fusheng liuji (浮生六記, dosł. Upływające życie, w sześciu częściach, polski tytuł O upływającym życiu), wydanej w 1877 roku. Cztery pierwsze części mówią o jego małżeństwie, jego zainteresowaniach estetycznych, problemach życiowych i podróżach; dwie ostatnie, o podróży na Riukiu i późniejszym życiu, zaginęły. Późniejsze wydania uzupełniały dwa brakujące rozdziały kompilacjami z dzieł innych autorów.
Shen Fu nie należał do klasy konfucjańskich uczonych-urzędników, ale znał i podzielał ich wartości, ideały estetyczne i aspiracje. Podobnie jak wielu innych współczesnych mu autorów, zyskał uznanie długo po śmierci. Jego pamiętnik, mimo pewnych braków językowych, pozostaje ważnym dokumentem życia człowieka wyrafinowanego, któremu nie udało się stworzyć sobie szczęśliwej przystani w brutalnym świecie.